# Rezeptor-Tyrosinkinase Ret
Die Rezeptor-Tyrosinkinase RET ist ein Protein in der Zellmembran von Zellen der Wirbeltiere. Als Rezeptor-Tyrosinkinase hat RET die Aufgabe, das Signal, das durch das Andocken eines Liganden am Rezeptorbereich von RET entsteht, ins Innere der Zelle weiterzuleiten. Dort katalysiert dann die Kinase-Domäne von RET die Phosphorylierung anderer spezifischer Proteine, wodurch eine Signalkaskade entsteht. Diese Signale sind während der Embryonalentwicklung unentbehrlich für die genau abgestimmte Differenzierung bestimmter Neuronen des autonomen Nervensystems, sowie von Nierenzellen. Mutationen im RET-Gen, die zu einem Verlust der RET-Funktion führen, sind eine Ursache für kongenitales Megakolon, Undine-Syndrom und Nierenagenesie.
Im erwachsenen Organismus scheint RET keine Funktion zu haben, jedoch sind Mutationen im RET-Gen, die zu andauernder Enzymaktivität führen, assoziiert mit einer Reihe von Tumoren: Dickdarmkrebs, medulläres Karzinom der Schilddrüse, papilläres Schilddrüsenkarzinom (PTC), Multiple endokrine Neoplasie Typen 2A und 2B (MEN2A, MEN2B), erhöhtes Risiko für ein Phäochromozytom. Man zählt das RET-Gen daher zu den Protoonkogenen.
Der Mutationsstatus von RET ist entscheidend für die Wirksamkeit bestimmter Krebsmedikamente, die gegen das RET-Protein gerichtet sind. So wurde für den Tyrosinkinase-Inhibitor Cabozantinib in der Behandlung des medullären Karzinoms der Schilddrüse eine Wirksamkeit nur bei Patienten mit RETM918T-Mutation gezeigt (einer Mutation des RET-Gens, die den Aminosäureaustausch M918T zur Folge hat). Bei Patienten ohne diese Mutation hingegen wirkt sich Cabozantinib möglicherweise sogar nachteilig aus. Daher sollte bei Patienten, deren RET-Mutationsstatus unbekannt oder negativ ist, vor der Entscheidung über die Behandlung mit Cabozantinib ein möglicherweise geringerer Nutzen dieser Behandlung berücksichtigt werden.